# Fernando de Portugal (Infante)
Fernando de Portugal (23 de julio de 1846-6 de noviembre de 1861) fue un infante portugués cuál murió prematuramente en la adolescencia.

## Vida
Fernando era el sexto hijo y cuarto varón de la reina María II de Portugal y el rey consorte Fernando II el cual era miembro de la Casa de Sajonia-Coburgo-Gotha, por lo que el infante también era miembro. Perdió a su madre con siete años, al morir está dando a luz a su último hijo.
Fernando fue teniente del Quinto Batallón de Caçadores, y recibió la Gran Cruz de la Orden de Nuestra Señora de la Concepción de Vila Viçosa. No sé sabe mucho de su vida. El infante Fernando murió de fiebre tifoidea o cólera a fines de 1861.  Fue enterrado en el Panteón Real de la Dinastía Braganza. Dos de sus hermanos, el rey Pedro V y el infante Juan, duque de Beja, murieron poco después que él. Estas sucesivas muertes, que fueron una tragedia agravadas por la enfermedad del nuevo rey Luis I, motivaron la redacción de un proyecto de ley enviado a las Cortes que estipulaba que las infantas podían suceder al trono y que Fernando II sería nombrado regente en caso de que muriera el rey Luis.